# 隔世追兇
《隔世追兇》（To Get Unstuck In Time），是香港電視廣播有限公司拍攝製作的時裝懸疑查案電視劇，由郭晉安及陳慧珊領銜主演，並由鄧健泓、江芷妮、許紹雄、石修及商天娥聯合演出，監製林志華。
此劇於2007年1月24日起在翡翠台重播，而於2016年5月13日起在翡翠台再度重播。

## 演員表

### 何家
| 演員           | 角色   | 關係／暱稱 |
| 許紹雄         | 何大河 | 大何sir 二十年前（1984年）的便裝警員 張月萍之夫 何天光之父 于第6集懷疑對講機的另一方為其20年後的兒子，但何天光否認 改運前在二十年前被雷兆鈞和馬英鳳謀害身亡 改運後跟隨明因大師出家 透過對講機與二十年後的何天光對話 於第22集與何天光重聚，並相約20年後在大樹下再次見面                                  |
| 商天娥         | 張月萍 | Mon姐 法證部技術員 何大河之妻 何天光之母 賀正南之好友，與其互生情愫 於第22集與賀正南前往英國 |
| 王秉熹（童年） | 何天光 | 天光仔、Morning Sir、細何sir 重案組高級督察 何大河、張月萍之子 高珊之男友 李詩菁之上司，於第14集因其替高珊改運而成為李詩菁之男友，後於第18集分手 與賀正南先敵後友 透過對講機與二十年前的何大河對話 於第14集為替高珊擺脫殘疾而替高珊改運，產生蝴蝶效應 於第19集為救高珊中刀受傷 於第22集表示會等高珊出獄 |
| 郭晉安         | 何天光 | 天光仔、Morning Sir、細何sir 重案組高級督察 何大河、張月萍之子 高珊之男友 李詩菁之上司，於第14集因其替高珊改運而成為李詩菁之男友，後於第18集分手 與賀正南先敵後友 透過對講機與二十年前的何大河對話 於第14集為替高珊擺脫殘疾而替高珊改運，產生蝴蝶效應 於第19集為救高珊中刀受傷 於第22集表示會等高珊出獄 |

### 高家
| 演員   | 角色                | 關係／暱稱 |
| 李成昌 | 高景昌              | 大律師 梁妙蘭之夫，于第14集後為前夫 高珊之父 高明之父（第1-14集） 李詩菁之養父，其身世曝光前為姨丈 於第18集因被高珊（雷嬅）揭發洗黑錢而被捕入獄 |
| 羅冠蘭 | 梁妙蘭              | 鋼琴教師 高景昌之妻，于第14集後為前妻 高珊之母 李詩菁之母，其身世曝光前為姨媽 高明之母（第1-14集） 參見許文標墮樓案 （第6-9、18-22集） |
| 陳慧珊 | 高 珊 （第1-14集）  | 推理小說作家 高景昌、梁妙蘭之女 李詩菁同母異父之姊，其身世曝光前為表姐 高明之姊 二十年前因車禍造成終身殘疾 何天光之好友，於第13集起成為何天光女友 於第14集被何天光改運而成為雷嬅 童年由謝宛婷飾演 |
| 陳慧珊 | 雷 嬅 （第14-22集） | Nicole 本劇終極大反派 參見忠青社（第14-22集） |
| 江芷妮 | 李詩菁              | 師兄 1984年出生 重案組探員 許文標、梁妙蘭之私生女 高景昌之養女 高珊同母異父之妹，其身世曝光前為表妹 高明同母異父之姊，其身世曝光前為表姐（第1至14集） 何天光之下屬，並暗戀其，於第14集因其替高珊改運而成為其之女友，後於第18集分手 阮志高之同事兼暗戀對象，於第12-14（改運前）、22（改運后）集成為其女友 伍偉峰之好友 於第8（改運前）、18（改運后）集得知自己的身世，並一度憎恨梁妙蘭 |
| 楊 明  | 高 明               | Issac 高景昌、梁妙蘭之子（第1-14集） 高珊之弟（第1-14集） 李詩菁同母異父之弟，其身世曝光前為表弟（第1-14集） 因高珊命運改變，父母並沒在二十年前復合，所以當年並沒有出生繼而不存在於現在的2004年 （故於第14集後不再出現） |

### 重案組（二十年後／2004年）
| 演員   | 角色   | 關係／暱稱 |
| 蕭 亮  | 鍾家鼎 | 鼎爺、鍾Sir 警司 何天光之上司 名字暱稱取自鼎爺 |
| 郭晉安 | 何天光 | 天光、Morning Sir、細何sir 高級督察 詳見何家 |
| 蔣志光 | 伍偉峰 | 威風、威風Sir 探員 何天光之下屬 何大河之舊友兼拍擋 於第20集被雷嬅槍傷致昏迷 於第22集甦醒                                                              |
| 江芷妮 | 李詩菁 | 師兄、阿菁 探員 詳見高家 |
| 鄧健泓 | 阮志高 | Hugo、阿囂 探員 孤兒 父親是囚犯 出生不久被母親遺棄，由修女收養並隨修女姓 何天光之下屬 暗戀李詩菁，並於第12-14（改運前）、22（改運后）集成為李詩菁男友 |
| 夏竹欣 | 探 員  | |
| 鍾曉瑩 | 探 員  | |
| 羅天池 | 探 員  | |
| 鄭世豪 | 探 員  | |
| 林淑敏 | 探 員  | |
| 黃樂兒 | 探 員  | |

### 重案組（二十年前／1984年）
| 演員   | 角色   | 關係／暱稱 |
| 許紹雄 | 何大河 | 大何sir 便裝警員 詳見何家 |
| 蔣志光 | 伍偉峰 | 鴨屎頭 探員 何大河之舊友兼拍擋 詳見重案組                                                                                      |
| 古明華 | 劉 忠  | 阿忠 便裝警員 何大河之好兄弟兼夥伴，後關係破裂 劉耀祖、劉耀蕎之父 於第10集（20年前）被何大河揭發其監守自盜，與其糾纏時被車撞死 |
| 彭冠中 | 探 員  | |
| 李霖恩 | 探 員  | |
| 甘子正 | 探 員  | |
| 曾慧雲 | Judy   | |

### 單元案件
- 部分案件因高珊轉運而產生了微妙變化

#### 警員召妓案 （第1-2、21-22集）
- 只限何天光、張月萍回憶出現，改運後何大河敘述始未

| 演員   | 角色     | 關係／暱稱 |
| 許紹雄 | 何大河   | 大何sir 二十年前（1984年）便裝警員，實為臥底警員 以臥底身份調查雷兆鈞販賣毒品，並以警員身份拘捕其 改運前在二十年前被雷兆鈞和馬英鳳謀害召妓，而導致服用過量興奮劑毒殺身亡 改運後幸好逃脫成功，險被雷兆鈞派人追殺，後逃走時撞擊頭部遇上明恩大師決定跟隨其出家 |
| 駱應鈞 | 雷兆鈞   | “忠青社”頭目 馬英鳳之情夫 改運前於二十年前指使馬英鳳設局謀害何大河召妓，後利用過量興奮劑毒殺其 改運後被何大河成功逃脫，但派人追殺其不果 於第21集被捕 |
| 何綺雲 | 馬英鳳   | 雷兆鈞之情婦 改運前於二十年前被雷兆鈞指使謀害何大河召妓，後利用過量興奮劑毒殺其 改運後被何大河成功逃脫，但被雷兆鈞派人追殺其不果 |
| 秦 煌  | 明因大師 | 得道高僧 何大河（改運後）之師傅 |

#### 連環兇殺案 （第1-4、14-16集）
| 演員           | 角色   | 關係／暱稱 |
| 張松枝（青年） | 賀正南 | Herman、賀老闆 資深偵探小說作家／心理學專家 兩任女友皆被麥田恒殺害 一度曾被認為是變態連環兇殺案兇手而易容 潛逃期間化名許翰林，經營開辨文人出版社 高珊之上司兼好友 張月萍之好友，與其互生情愫 與何天光先敵後友 麥田恒為其書迷 於第2集被揭發身份而遭拘捕 於第4集被釋放 於第14集由於何天光助高珊轉運而再度入獄 於第16集再度被釋放 於第22集與張月萍前往英國 |
| 石 修          | 賀正南 | Herman、賀老闆 資深偵探小說作家／心理學專家 兩任女友皆被麥田恒殺害 一度曾被認為是變態連環兇殺案兇手而易容 潛逃期間化名許翰林，經營開辨文人出版社 高珊之上司兼好友 張月萍之好友，與其互生情愫 與何天光先敵後友 麥田恒為其書迷 於第2集被揭發身份而遭拘捕 於第4集被釋放 於第14集由於何天光助高珊轉運而再度入獄 於第16集再度被釋放 於第22集與張月萍前往英國 |
| 李思捷         | 麥田恒 | 外賣仔、阿恒 38歲 薄餅店外賣員 賀正南之支持者 變態連環兇殺案真兇 於第4集（高珊轉運前）／第16集（高珊轉運後）被捕 |
| 谷 峰          | 賀 九  | 賀正南之父 於二十年前曾受何大河幫助 患有老人癡呆症及哮喘 |
| 羅泳嫻         | 南女友 | 賀正南之女友 於二十年前被麥田恒殺害 |
| 蔡潔雯         | 恒女友 | 麥田恒之女友 於二十年前被麥田恒殺害 |

#### 富商勒索案 （第4-6集）
| 演員   | 角色   | 關係／暱稱                                                                                            |
| 鄧梓峰 | 卓志誠 | 富商 方妙玲之夫 被李喜強勒索 於第6集（高珊轉運前）閱讀到方妙玲遺書，后因高珊轉運而並未讀到并遠走英國  |
| 沈可欣 | 方妙玲 | 卓志誠之妻 於二十年前曾受何大河幫助 因不堪被李喜強勒索而自殺身亡                                      |
| 郭卓樺 | 李喜強 | 卓家司機 左撇子，也成爲破案關鍵 於二十年前為張林豹之手下 勒索方妙玲，其死後轉為勒索卓志誠 於第5集被捕 |
| 林佩君 | 張琳婭 | Elsa 卓志誠表妹 於第6集（高珊轉運前）閱讀到方妙玲遺書，后因高珊轉運而並未讀到并遠走英國               |
| 黃文標 | 張林豹 | 色情場所話事人 於二十年前被何大河拘捕                                                                 |
| 葉 暐  | 趙成武 | 報社記者                                                                                              |

#### 許文標墮樓案 （第6-9、18-22集）
| 演員   | 角色     | 關係／暱稱 |
| 陳榮峻 | 許文標   | 姑爺標 黑幫成員 梁妙蘭之舊情人 李詩菁之生父 於二十年前被梁妙蘭錯手推下樓以致昏迷 勒索梁妙蘭 於第8集因分贓不均而被陳坤推下樓死亡（高珊轉運前） 於第18集指證梁妙蘭於二十年前推其下樓致其入獄（高珊轉運後）                   |
| 羅冠蘭 | 梁妙蘭   | 原名梁少芬 許文標之舊情人，被其勒索 被懷疑殺害許文標，於第9集無罪釋放（高珊轉運前） 於第18集因被高珊陷害，揭發二十年前推許文標下樓而入獄（高珊轉運後） 於第22集獲釋 詳見高家                                               |
| 王 青  | 陳 坤    | 喪坤 黑幫成員 於二十年前曾受何大河幫助 於第8集因分贓不均而把許文標推下樓致其死亡（高珊轉運前） 於第9集被追捕期間被車撞死（高珊轉運前） 於第18集被高珊收買指證梁妙蘭殺人（高珊轉運後） 於第22集承認陷害梁妙蘭（高珊轉運後） |
| 陳安瑩 | 陳文浠爾 | 陳太 陳坤之妻 |
| 游 飈  | 羅素炳   | 阿炳 酒店服務員 |
| 曾守明 | 酒店經理 | |

#### 鑽石盜竊案（第9-13集）
| 演員   | 角色     | 關係／暱稱 |
| 古明華 | 劉 忠    | 參見重案組（二十年前） |
| 簡慕華 | 程劉耀蕎 | 程太 名貴寶石“丘比特之星”持有人 程志傑之妻 劉忠、鄭佩雲之次女 劉耀祖之妹 因誤會何大河害死其父而和其兄計劃報仇 陷害何天光偷走寶石並買兇殺害張月萍未遂 於第13集被捕 改運後未有在劇情出現 |
| 戴耀明 | 劉耀祖   | 弱能人士 劉忠、鄭佩雲之長子 劉耀蕎之兄 因誤會何大河害死其父而和其妹計劃報仇 於第13集被捕 改運後未有在劇情出現                                                                          |
| 張貝蒨 | 鄭佩雲   | 劉忠之妻 劉耀祖、程太之母 於十幾年前因抑鬱症去世 |
| 鄧健泓 | 阮志高   | Hugo、阿囂 一度被何天光認為是劉耀祖兼幕後真兇 參見重案組 |

#### 忠青社（第14-22集）
| 演員   | 角色                | 關係／暱稱 |
| 陳慧珊 | 高 珊 （第1-14集）  | 詳見高家 |
| 陳慧珊 | 雷 嬅 （第14-22集） | Nicole 改運後的高珊 假冒丁芷韻 “忠青社”成員 雷兆鈞之養女，被其利用 於二十年前被何大河所救免於傷殘，但和親生父母失散，被雷兆鈞收養 受雷兆鈞指示謀害丁國燊、韓宇兼假扮丁芷韻 陷害何天光、李詩菁、高景昌、梁妙蘭 於第20集槍傷伍偉峰致其昏迷 於第22集改邪歸正，被判入狱十年 |
| 駱應鈞 | 雷兆鈞              | “忠青社”頭目 雷嬅之養父並利用她 馬英鳳之情夫 謀害何大河、丁國燊、韓宇之元兇 於第21集被捕 |
| 郭 峰  | 丁國燊              | “忠青社”龍頭 韓宇之同性戀情人 丁芷韻養父 於第14集被雷兆鈞設局殺害 名字取自何鴻燊 |
| 李岡龍 | 韓 宇               | “忠青社”頭目 丁國燊之同性戀情人 被雷兆鈞陷害為殺害丁國燊之元兇 於第16集被雷嬅設局炸至重傷 |
| 鄭家生 | 摩 囉               | “忠青社”頭目 Betty之情夫 |
| 蔡國慶 | 黑 鬼               | “忠青社”頭目 |
| 余子明 | 羅 輝               | “忠青社”頭目 |
| 葉振聲 | Ben                 | “忠青社”成員 雷兆鈞之手下 於第21集轉為污點證人指證雷兆鈞 |
| 何綺雲 | 馬英鳳              | 雷兆鈞之情婦 於二十年前幫助雷兆鈞設局殺害何大河 |
| 馮素波 | Annie               | 丁國燊大太太 |
| 黃鳳瓊 | Connie              | 丁國燊二太太 |
| 祝文君 | Betty               | 丁國燊三太太 |
| 楊卓娜 | 丁芷韻              | 丁國燊之養女 高珊之童年好友 於第14集被雷兆钧绑架，後於逃跑期间車禍身亡 身份被高珊取替代之 童年由冼迪琦飾演 |

### 其他演員
| 演員   | 角色       | 關係／暱稱                                |
| 河國榮 | 高傑宏     | Kelvin 法證部主任 張月萍上司              |
| 伍慧珊 | 出版社職員 |                                           |
| 林影虹 | Kitty      | 張月萍朋友                                |
| 羅浩楷 | Peter      | 何天光朋友                                |
| 蘇恩磁 | Amy        | 鞋店老闆                                  |
| 蔡淇俊 | 男青年     |                                           |
| 高俊文 | 醫 生      |                                           |
| 陳勉良 | 馬 夫      |                                           |
| 孫季卿 | 街 坊      |                                           |
| 郭德信 | 主控官     |                                           |
| 王維德 | 辯護律師   |                                           |
| 劉桂芳 | 清潔工     |                                           |
| 賀文傑 | 醫 生      |                                           |
| 張雪芹 | Laura      | 伍偉峰女友 於十八年前為救伍偉峰而中槍身亡 |
| 張雪芹 | 羅護士     | 與Laura相貌酷似 十八年後伍偉峰之女友      |
| 蘇麗明 | 秘 書      |                                           |
| 黃蘊妍 | Gigi       |                                           |
| 黎秀英 | 清潔工     |                                           |
| 廖麗麗 | 清潔工     |                                           |
| 麥嘉倫 | 蛇仔泉     | 警方線人                                  |
| 徐 榮  | 劫 匪      |                                           |
| 寧 進  | 酒 保      |                                           |
| 雷 恩  | 舞小姐     |                                           |
| 陳丹丹 | 舞小姐     |                                           |
| 何慕琪 | 侍 應      |                                           |

## 收視

### 香港收视
以下為本劇於香港無綫電視翡翠台之收視紀錄：
| 週次 | 集數  | 日期                  | 平均收視 | 最高收視 |
| 1    | 01-05 | 2004年6月21日-6月26日 | 29點     |          |
| 2    | 06-10 | 2004年6月29日-7月3日  | 29點     |          |
| 3    | 11-15 | 2004年7月6日-7月10日  | 30點     |          |
| 4    | 16-22 | 2004年7月12日-7月17日 | 32點     | 36點     |

### 广州收视
| 月份      | 集数 | 省网收视 | 市网收视 | 合计 |
| --------- | ---- | -------- | -------- | ---- |
| 2004年6月 | 1-8  | 10.2     | 11.8     | 22   |
| 2004年7月 | 9-21 | 11.7     | 12.8     | 24.5 |

数据来源：CSM媒介研究

## 趣聞
- 《隔世追兇》橋段和荷里活電影《隔世救未來》非常相似，同樣是描述兩父子穿越時間溝通，並合力阻止罪案發生，電影內的父子是以無線電話溝通，而電視劇內的父子是以電話溝通。另外，無綫電視翡翠台於《隔世追兇》結局播映完畢後一星期（2004年7月23日晚上9:30）立即播放電影《隔世救未來》。
- 石修在本劇飾賀正南一角懂得催眠術，其催眠術多次在劇情發揮關鍵作用，但部分情節略顯兒戲：當中第21集他以幾句對白：「你流血/鼻涕了，你看看地上，一滴、兩滴、三滴」便催眠更控制持槍的黑幫殺手Ben（葉振聲飾），被網民嘲為「石修催眠術」，至今仍間中被網民提起。無線電視亦曾為這梗作二次製作，石修於2011年出演劇集《荃加福祿壽探案》中飾演朱達仁一角，與本劇所飾的賀正南一角皆懂得催眠，並同樣用了一句成功對本劇第21集的 和《荃加福祿壽探案》中第10集的傻仔（戴耀明飾）進行催眠。
- 本劇飾演母子的男女演員郭晉安與商天娥，現實中年齡只相差2歲。商天娥曾經在某次訪問中對此安排大感驚訝。
- 2019年10月14日播出第686集《愛．回家之開心速遞》「安仔的大哥大」中，熊尚善（滕麗名飾）利用何大河（許紹雄飾）和何天光（郭晉安飾）陰陽相隔的父子用舊式電話通訊破奇案的橋段作為其劇中小說題材，並要兒子金城安（周嘉洛飾）看一次自己的著作，令金城安夢見自己用一部舊式電話與於自己出生前已死的父親金城武（謝東閔飾）通訊並告知金城武將死，改變了兩次歷史後從夢中驚醒。惟何大河是於何天光出生後才死亡，但金城安則與父親金城武素未謀面。

## 電視節目的變遷
| 香港 無綫電視翡翠台 星期一至五 21:35-22:35 · 7月17日（星期六）20:30-22:30 | 香港 無綫電視翡翠台 星期一至五 21:35-22:35 · 7月17日（星期六）20:30-22:30 | 香港 無綫電視翡翠台 星期一至五 21:35-22:35 · 7月17日（星期六）20:30-22:30 |
| ------------------------------------------------------------------------- | ------------------------------------------------------------------------- | ------------------------------------------------------------------------- |
|                                                                           | 隔世追兇 （2004.06.21 - 2004.07.17）                                      |                                                                           |
| 無名天使3D （2004.05.24 - 2004.06.18）                                    | 棟篤神探 （2004.07.19 - 2004.08.22）                                      |                                                                           |

| 香港 無綫電視翡翠台 星期二至六（星期一至五深夜）00:15-01:15 | 香港 無綫電視翡翠台 星期二至六（星期一至五深夜）00:15-01:15 | 香港 無綫電視翡翠台 星期二至六（星期一至五深夜）00:15-01:15 |
| ----------------------------------------------------------- | ----------------------------------------------------------- | ----------------------------------------------------------- |
|                                                             | 隔世追兇 （2007.01.24 - 2007.02.17）                        |                                                             |
| 齊天大聖孫悟空 （2006.12.02 - 2007.01.23）                  | 陀槍師姐 （2007.02.23 - 2007.03.22）                        |                                                             |

| 香港 無綫電視翡翠台 星期一至五 11:45-12:40 | 香港 無綫電視翡翠台 星期一至五 11:45-12:40 | 香港 無綫電視翡翠台 星期一至五 11:45-12:40 |
| ------------------------------------------ | ------------------------------------------ | ------------------------------------------ |
|                                            | 隔世追兇 （2016.05.13 - 2016.06.14）       |                                            |
| 棟篤神探 （2016.04.07 - 2016.05.12）       | 師奶MADAM （2016.06.15 - 2016.07.13）      |                                            |